# Paracalanidae
Famille
Les Paracalanidae sont une famille de crustacés copépodes de l'ordre des Calanoida.

## Liste des genres
- Acrocalanus Giesbrecht, 1888
- Bestiolina Andronov, 1991
- Calocalanus Giesbrecht, 1888
- Delibus Vives & Shmelava, 2007
- Ischnocalanus
- Paracalanus Boeck, 1865
- Parvocalanus Andronov, 1970
- Pseudoparacalanus Robinson, 1948